# William Prichard (clérigo)
William Prichard (c. 1563 – 1629) foi um clérigo galês e académico da Universidade de Oxford.

## Vida
Prichard, de Monmouthshire, matriculou-se no Jesus College, Oxford no dia 1 de novembro de 1581 aos 18 anos, obtendo o seu diploma bacharelado em Christ Church, Oxford em 14 de junho de 1585 e o seu mestrado em 15 de maio de 1588. Ele foi Proctor universitário em 1595. Ele foi nomeado vigário de Abergavenny em 1589, vigário de Caerwent a partir de então, e tornou-se reitor de Ewelme, Oxfordshire em 1606 (ocupando este cargo até à sua morte em 1629). Ele também foi cónego de Sarum e de São Paulo, sendo nomeado para esses cargos em 1620. Ele foi nomeado Fellow do Jesus College, Oxford, pela carta real de 1622.